# 50 Fremont Center
50 Fremont Center je postmoderní mrakodrap v centru kalifornského města San Francisco. Má 43 pater a výšku 183 metrů, je tak společně s budovou 101 California Street 10. nejvyšší mrakodrap ve městě. Stavba probíhala v letech 1983 - 1985 a za designem budovy stojí firma Skidmore, Owings and Merrill. V budově se nachází kancelářské prostory, které obsluhuje celkem 20 výtahů.

## Historie
Budova byla postavena a do roku 2000 vlastněna společností Fremont Properties. Budova byla prodána společnosti Hines, která ji vlastnila do roku 2004. Poté ji odkoupila společnost TIAA-CREF. Společnost Hines se však až do roku 2015 starala o údržbu budovy.
V roce 2012 podepsala společnost SalesForce smlouvu o pronájmu 37 000 m2. SalesForce celou budovu odkoupila o dva roky později, v roce 2014.